# Le Monde d'Arkadi
Le Monde d'Arkadi est une série de bande dessinée de Caza.

## Synopsis
Il y a 10 000 ans, la Terre s'arrêta de tourner, entamant l'ère de la Masse. Depuis ce jour, la Terre garde une face constamment tournée vers le Soleil alors que la lune brisée forme un anneau autour de la planète. Les humains se rassemblent principalement sur la zone de crépuscule entre le jour et la nuit tandis que des mutants peuplent la zone nocturne. Une ville idéale subsiste : Dité, la cité-dôme au cœur de la nuit, peuplée d'élus qui sont servis par différents cyborgs appelés « Titans ».
Dans ce monde, on suit la quête d'Arkadi, fils d'Arkas, et de ses compagnons à la recherche d'Or-fé, le titan poète.

## Analyse
Cette série de science-fiction mêle la science à la mythologie. Elle a connu une première existence de 1989 à 1996 aux Humanoïdes associés, puis a reparu en 2000 chez Delcourt avec la publication d'un prologue, Nocturnes, et la ressortie de L'Âge d'ombre. Les tomes 1 à 6 ont été remaniés pour leur réédition et la série s'est poursuivie sous le titre Chroniques de la terre fixe.

## Les personnages
- Arkadi : héros de la série.
- Om-6 : élu de Dité, compagnon d'Arkadi.
- Pan-dra : androïde, compagne d'Arkadi.
- Radon : mutant polymorphe, compagnon d'Arkadi.
- Or-Fé : Titan-poète fournissant Dité en rêves et ayant disparu.
- Arkas :  père d'Arkadi

## Albums
- Tome 0 : Nocturnes (2000)
- Tome 1 : Les Yeux d'Or-Fé (1989)
- Tome 2 : Le Grand Extérieur (1990)[2]
- Tome 3 : Arkadi (1991)
- Tome 4 : La Corne rouge (1992)
- Tome 5 : Les Voyageurs de la mer morte (1993)
- Tome 6 : Noone (1996)
- Tome 7 : Le Château d'Antarc (2004)[3]
- Tome 8 : Pierres de lune (2007)
- Tome 9 : Le jour de l'arche (2008)[4],[5]
- INT : intégrale (tomes 1 à 6) (1996)

## Publication

### Éditeurs
- Les Humanoïdes Associés (collection « Eldorado ») : tomes 1 à 6 (première édition des tomes 1 à 6).
- Delcourt (collection « Conquistador ») : tomes 0 à 8 (première édition des tomes 0, 7 et 8).